# California Über Alles
«California Über Alles» es el sencillo debut de la banda estadounidense de punk rock Dead Kennedys. Fue la primera grabación del grupo y fue lanzada en junio de 1979 en el sello Optional Music, con "The Man with the Dogs" apareciendo como cara B. La canción principal se volvió a grabar en 1980 para el primer álbum de la banda, Fresh Fruit for Rotting Vegetales, y la grabación original, así como la cara B, se incluyeron más tarde en la compilación de 1987 Give Me Convenience or Give Me Death.

## Letra y significado
La letra fue escrita por Jello Biafra y John Greenway para su banda The Healers. Biafra compuso la música en uno de sus raros intentos de componer con bajo.
El título es una alusión a la primera estrofa del himno nacional de Alemania, que comienza con las palabras "Deutschland, Deutschland über alles" ("Alemania, Alemania por encima de todo"). Después del fin del Tercer Reich en 1945, el himno se redujo a sólo la tercera estrofa de la canción original, ya que este pasaje a veces se asocia con el nazismo y, a continuación, reclama una gran superficie de tierra que ya no se encuentra dentro de las fronteras actuales de Alemania. 
La letra es un ataque satírico y directo contra Jerry Brown, gobernador de California de 1975 a 1983 (y más tarde de 2011 a 2019), y se canta desde su perspectiva, mientras una versión imaginaria de Brown describe una visión hippie-fascista de Estados Unidos. La frase "Serpent's egg already hatched (en español: El huevo de la serpiente ya eclosionó)" es una referencia a un comentario sobre la naturaleza corrosiva del poder de la obra de William Shakespeare, Julio César, y también una referencia a la película de Ingmar Bergman, El huevo de la serpiente, ambientada en el Berlín de los años 20 y que recibe su título de la obra de Shakespeare. Las líneas "Big Bro on white horse is near (en español: El Gran Hermano sobre un caballo blanco está cerca)" y "now it is 1984 (en español: ahora estamos en 1984)" se refieren respectivamente a una declaración que Brown hizo durante su primer mandato como gobernador de que los estadounidenses supuestamente buscaban "un líder sobre un caballo blanco", y al régimen totalitario de la novela clásica de George Orwell, 1984, para describir un futuro (desde una perspectiva de 1979) en el que Jerry Brown se ha convertido en presidente y su "policía secreta de gamuza/mezclilla" mata a gente "poco cool" en cámaras de "gas venenoso orgánico". 
Después del lanzamiento inicial de la canción, surgió una leve confusión en la escena musical del Área de la Bahía sobre por qué Biafra (quien habló abiertamente sobre sus opiniones políticas de extrema izquierda) estaba apuntando a Jerry Brown (un político notablemente liberal en ese momento). Brown sucedió a Ronald Reagan como gobernador de California, y Reagan era un objetivo aparentemente más obvio. Sin embargo, Biafra expresó con frecuencia su desdén por los hippies, y los Dead Kennedys a menudo satirizaban a políticos tanto de izquierda como de derecha. 
La canción también es un ejemplo temprano del estilo de Dead Kennedys, con surf rock pesado y connotaciones militaristas. Comienza con una siniestra batería de estilo militar, unida por un siniestro riff de bajo. Biafra pinta la escena en tonos bajos y burlones antes de estallar en el coro maníaco cantado; Después de dos versos y estribillos, la canción cambia a una sección central más lenta de ocho con un ritmo de tambor marcial sobre el cual Jello Biafra imagina las acciones de pesadilla de la policía secreta al estilo de las SS de Brown ("Come quietly to the camp; you'd look nice as a drawstring lamp, en español: Ven en silencio al campamento; te verías bien como un lámpara de cordón", en referencia a la acusación de que las pantallas de las lámparas estaban hechas de piel humana durante el Holocausto). El ritmo se acelera a medida que se acerca la última iteración del estribillo, cerrando con una secuencia de acordes repetida acompañada de una explosión final de tambores explosivos. 
El autor germano-estadounidense Gero Hoschek se inspiró en la canción para titular un artículo de revista de 1988 sobre el "Estado Dorado" en el semanario alemán Die Zeit titulado "Kalifornia Über Alles!" así como un guion nunca producido. Biafra se quejó y le entregaron una copia del guion de la película, que leyó y le gustó; al entender que no había ninguna violación de derechos de autor, le dio permiso a Hoscheck para usar un nombre similar.

## Versión alternativa
La versión original improvisada (que contiene letras familiares pero música diferente interpretada por Dancing Assholes y la primera banda de Biafra, The Healers) se incluye como pista final en la versión en vinilo de la compilación "Rocky Mountain Low". 
La versión grabada para Fresh Fruit for Rotting Vegetables se reprodujo un poco más rápido, presentando una voz mucho más estridente de Biafra y un sonido más completo y confrontativo que la mezcla del sencillo. 
En su EP In God We Trust, Inc., grabaron una versión actualizada de la canción, titulada "We've Got a Bigger Problem Now", sobre el entonces presidente Ronald Reagan, que incluye una introducción de lounge-jazz, letras diferentes y varios versos ambientados a un ritmo mucho más lento. Se grabó una versión en vivo de la canción con los instrumentos de la versión original de la canción. 
Jello Biafra ha hecho referencias satíricas a la canción en su defensa política. Un discurso suyo aparece en el álbum de Spoken word, Mob Action Against the State que se titula "We've Got a Bigger Problem Now: War, Terrorism & Beyond". Después de la elección de Arnold Schwarzenegger como gobernador de California, Biafra comentó: "California Über Alles de hecho".
Otra versión actualizada de esta canción sobre el gobernador Schwarzenegger, llamada "Kali-Fornia Über Alles 21st Century", se interpretó en vivo (entre algunos otros clásicos de Dead Kennedys) cuando Biafra estuvo de gira con la banda Melvins para promocionar su álbum colaborativo en 2004. La grabación de esta nueva versión aparece en su segundo esfuerzo colaborativo, Sieg Howdy!. 
Los aficionados del Dulwich Hamlet F.C. en el sur de Londres también cantan regularmente una versión de la canción como tributo a su mánager con más años de servicio: Gavin Rose. Muchas de las palabras se reemplazan en esta versión, por ejemplo, "Dulwich Hamlet" en lugar de "California".

## Otras versiones
- La canción fue sampleada en "Dead Ken Beats" de The Prodigy y apareció en la película de 2010 The Social Network.
- La canción fue actualizada por The Desechable Heroes of Hiphoprisy cuando lanzaron una versión en 1992 en el álbum Hypocrisy Is the Greatest Luxury. Reemplazaron las referencias a Jerry Brown por referencias a Pete Wilson.
- La canción también fue muy conocida en Polonia (como "Kalifornia Ponad Wszystko") gracias a la versión del roquero polaco Kazik Staszewski con su banda Kazik Na Żywo (álbum "Na Żywo Ale W Studio", 1994).
- La banda Hasidic New Wave realiza una nueva versión de la canción en su álbum de 1999, Kabalogy. En su versión, titulada "Giuliani Über Alles", Jerry Brown es reemplazado por el exalcalde de Nueva York, Rudy Giuliani.
- El grupo británico de anarco-pop Chumbawamba hizo una versión de la canción en su álbum de 1988, A Night of Punk Nostalgia.
- The Delgados hicieron un cover de la canción en su CD Peel Sessions.
- Six Feet Under hace un cover de la canción de su álbum Graveyard Classics.
- Deceased hicieron la canción en su álbum de versiones punk Rotten to the Core.
- La banda de hardcore punk Ceremony ha versionado la canción.
- John Linnell y su banda The Statesmen lo versionaron en vivo al menos una vez durante su gira "State Songs", y eligieron interpretarlo porque mencionaba el estado de California.
- Dramarama ha grabado una versión, actualizada en 2003, sobre el gobernador de California, Arnold Schwarzenegger, que contiene la frase "Levantarás pesas en la escuela".
- Una grabación en vivo de 1986 centrada en Ronald Reagan en el álbum Mutiny On The Bay con grabaciones en vivo de 1982 y 1986.
- Jayne County cubrió la canción con She Wolves sobre el gobernador de California, Arnold Schwarzenegger. El sencillo de vinilo verde fue lanzado bajo el nombre de artista Jayne County Meets The She Wolves por el sello alemán Trash 2001.
- La banda mexicano-estadounidense de death metal Brujería versionó a Dead Kennedys con la canción "California Uber Aztlan" en 2010.
- La banda industrial alemana T.A.S.S. álbum "Maniafesto" 1994.
- La banda de punk griega Panx Romana interpreta una nueva versión de la canción llamada "Πάρτυ κωφαλάλων" (Fiesta para sordos) en su álbum de 1996 "Διαγωγή Κοσμία".
- La canción de AJJ "Joe Arpaio is a Punk" comparte la misma apertura y cierra con un coro de "Arizona über alles".
- Top Ranking, un "mixtape" de DJ Diplo x Santogold (Santigold) incluye la canción "Big Belly Guns" que utiliza la introducción de "California über alles". Este disco fue lanzado en 2008.
- La banda de punk alemana Die Toten Hosen hizo una versión de la canción, que está incluida en su álbum de versiones 'Learning English: Lesson 2'. La versión presenta la letra actualizada sobre el gobernador Schwarzenegger, con muchas referencias a sus películas y al líder de Dead Kennedys, Jello Biafra, compartiendo voz con Campino.
- La banda de rock húngara Tankcsapda hizo una canción titulada "California über alles" en 2006.
- Combichrist cubrió la canción en su álbum One Fire, con letra actualizada con el año 1984 cambiado a 2024.
- La banda de Thrash metal Vio-lence lanzó una versión de esta canción en 2020.[6]

## Posicionamiento en listas
| Listas (1980)  | Posición |
| -------------- | -------- |
| UK Indie Chart | 4        |